# Deux-Montagnes (regionkommun)
Deux-Montagnes är en municipalité régionale de comté (regionkommun) i Québec. Den tillhör den administrativa regionen Laurentides. Residensstad och största stad är Saint-Eustache, Québec.
Regionen hade 95 670 invånare vid folkräkningen 2011 och en area om 243,39 km².